# (6650) Morimoto
(6650) Morimoto es un asteroide perteneciente al cinturón de asteroides, región del sistema solar que se encuentra entre las órbitas de Marte y Júpiter.
Fue descubierto el 7 de septiembre de 1991 por Kin Endate y Kazuro Watanabe desde el observatorio de Kitami.

## Designación y nombre
Designado provisionalmente como 1991 RS1, fue nombrado en honor a Masaki Morimoto (1932-2010), radioastrónomo japonés que inició su carrera en Mitaka y participó en la construcción del radioheliógrafo de Culgoora en Australia. Completó y utilizó con éxito el telescopio Mitaka de 6 m de longitud de onda milimétrica, y posteriormente el telescopio de 45 m y el interferómetro de 10 m en Nobeyama. Sus ideas condujeron al lanzamiento del satélite HALKA (VSOP) con un telescopio de 8 m para VLBI espacial. Fue profesor en la Universidad de Kogoshima y estableció el programa de astronomía allí. También fue presidente de la Comisión 40 de la IAU.

## Características orbitales
Morimoto está situado a una distancia media del Sol de 2,594 ua, pudiendo alejarse hasta 3,044 ua y acercarse hasta 2,144 ua. Su excentricidad es 0,173 y la inclinación orbital 12,498 grados. Emplea 1526,35 días en completar una órbita alrededor del Sol.
Pertenece a la familia de asteroides de (15) Eunomia.

## Características físicas
La magnitud absoluta de Morimoto es 13,25. Tiene 7,512 km de diámetro y su albedo se estima en 0,452.